# Shattuck, Oklahoma
Shattuck, Oklahoma (енгл. Shattuck) град је у америчкој савезној држави Оклахома.

## Демографија
По попису из 2010. године број становника је 1.356, што је 82 (6,4%) становника више него 2000. године.
| Група             | 2000.         | 2010.         |
| Белци             | 1.189 (93,3%) | 1.197 (88,3%) |
| Афроамериканци    | 0 (0,0%)      | 1 (0,1%)      |
| Азијати           | 0 (0,0%)      | 5 (0,4%)      |
| Хиспаноамериканци | 49 (3,8%)     | 111 (8,2%)    |
| Укупно            | 1.274         | 1.356         |